# Amargadhi
Amargadhi (Nepali अमरगढी) ist eine Stadt (Munizipalität) im äußersten Westen Nepals im Distrikt Dadeldhura in der Provinz Sudurpashchim.
Amargadhi liegt in den Bergen des Vorderen Himalaya. Das Stadtgebiet umfasst 139 km².
In Amargadhi liegt der Verwaltungssitz des Distrikts Dadeldhura.
Die Stadt wurde nach dem Gorkha-General Amar Singh Thapa, der im Gurkha-Krieg gegen die Engländer kämpfte, benannt.

## Einwohner
Bei der Volkszählung 2011 hatte die Stadt Amargadhi 21.245 Einwohner (davon 10.003 männlich) in 4778 Haushalten.